# Italie au Concours Eurovision de la chanson 1964

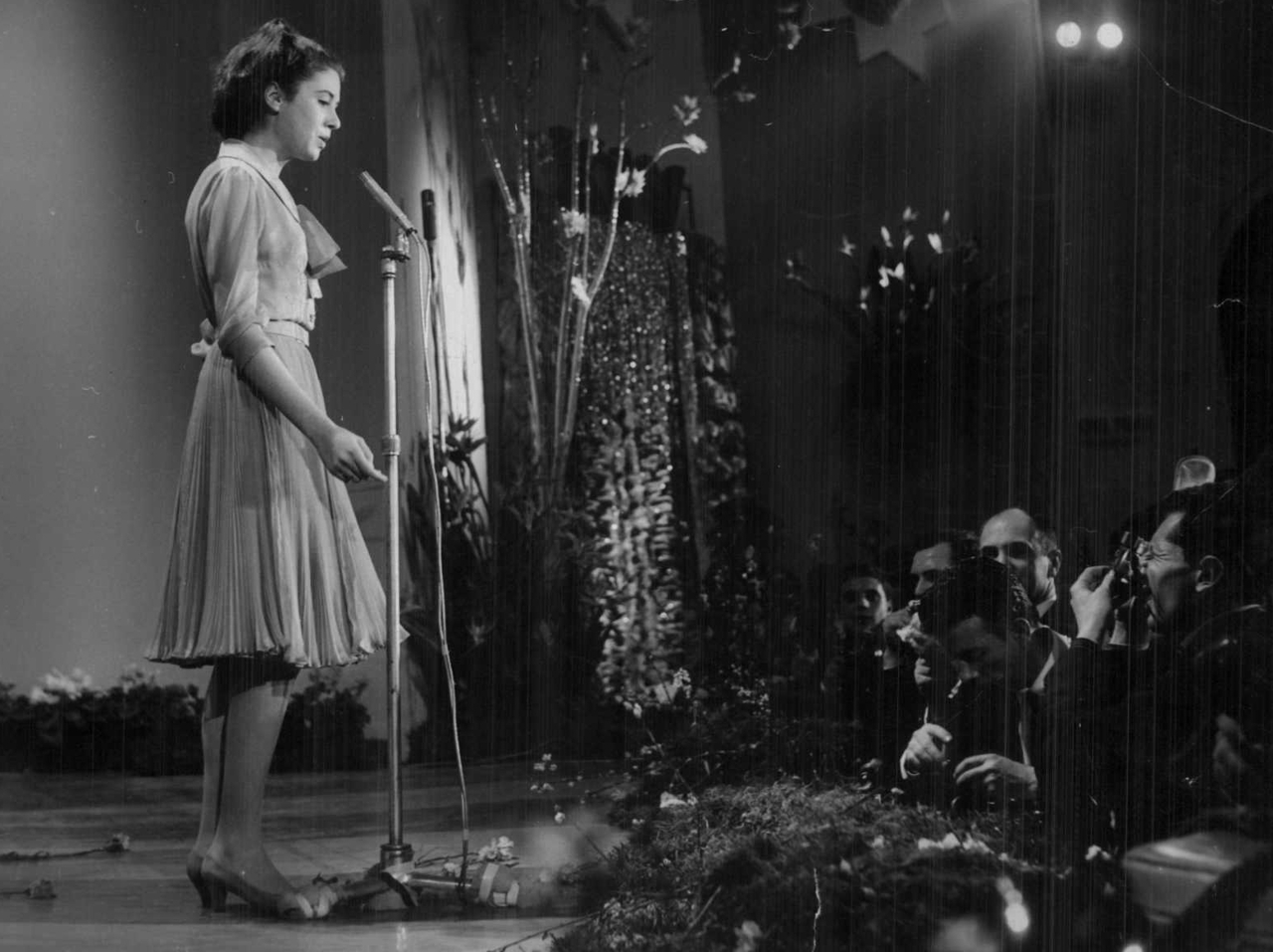
Gigliola Cinquetti sur scène au 14ème Festival de Sanremo

L'Italie a participé au Concours Eurovision de la chanson 1964 à Copenhague, au Danemark. C'est la 9e participation et la 1re victoire de l'Italie au Concours Eurovision de la chanson.
Le pays est représenté par Gigliola Cinquetti et la chanson Non ho l'età, sélectionnées lors du festival de Sanremo de 1964, diffusé par la Radiotelevisione Italiana (RAI).

## Sélection

### Festival de Sanremo 1964
L'artiste et la chanson qui représentent l'Italie au Concours Eurovision de la chanson 1964 sont choisis au moyen de la 14e édition du festival de Sanremo.
Le festival, présenté par Mike Bongiorno et Giuliana Lojodice, a eu lieu le 1er février 1964 au Casino de Sanremo, dans la ville de Sanremo. Parmi les participants du festival de 1964, certains ont déjà concouru ou concourront à une future édition de l'Eurovision : Domenico Modugno en 1958, 1959 et 1966 ; Bobby Solo en 1965. Gigliola Cinquetti participera de nouveau pour représenter l'Italie en 1974.

#### Finale
| Ordre | 1er interprète         | 2e interprète                  | Chanson                      | Traduction                      | Place |
| ----- | ---------------------- | ------------------------------ | ---------------------------- | ------------------------------- | ----- |
| 1     | Domenico Modugno       | Frankie Laine                  | Che me ne importa a me       | Je m'en fous                    | -     |
| 2     | Tony Dallara           | Ben E. King                    | Come potrei dimenticarti?    | Comment pourrais-je t'oublier ? | -     |
| 3     | Gino Paoli             | Antonio Prieto                 | Ieri ho incontrato mia madre | Hier, j'ai rencontré ma mère    | -     |
| 4     | Fabrizio Ferretti (it) | Fraternity Brothers            | La prima che incontro        | La première que je rencontre    | -     |
| 5     | Pino Donaggio          | Frankie Avalon                 | Motivo d'amore               | Motif d'amour                   | -     |
| 6     | Gigliola Cinquetti     | Patricia Carli                 | Non ho l'età                 | Je n'ai pas l'âge               | 1     |
| 7     | Roby Ferrante (it)     | Paul Anka                      | Ogni volta                   | Chaque fois                     | -     |
| 8     | Little Tony            | Gene Pitney                    | Quando vedrai la mia ragazza | Quand tu verras ma copine       | -     |
| 9     | Bruno Filippini (en)   | Fraternity Brothers            | Sabato sera                  | Samedi Soir                     | -     |
| 10    | Remo Germani           | April Steven et Nino Lo Tempio | Stasera no no no             | Ce soir non non non             | -     |
| 11    | Robertino              | Bobby Rydell                   | Un bacio piccolissimo        | Un tout petit bisou             | -     |
| 12    | Bobby Solo             | Frankie Laine                  | Una lacrima sul viso         | Une larme sur ton visage        | -     |

## À l'Eurovision
Chaque jury national attribue un, trois ou cinq points à ses trois chansons préférées.

### Points attribués par l'Italie
| 5 points | Autriche   |
| 3 points | Luxembourg |
| 1 point  | Espagne    |

### Points attribués à l'Italie
| 5 points                                                                                        | 3 points                      | 1 point |
| ----------------------------------------------------------------------------------------------- | ----------------------------- | ------- |
| - Autriche - Belgique - Finlande - Luxembourg - Pays-Bas - Portugal - Royaume-Uni - Yougoslavie | - Allemagne - Monaco - Suisse |         |

Gigliola Cinquetti interprète Non ho l'età en 12e position, après le Portugal et avant la Yougoslavie. Au terme du vote final, l'Italie termine 1re sur 16 pays, obtenant 49 points.